# Betonfertigteilbauer

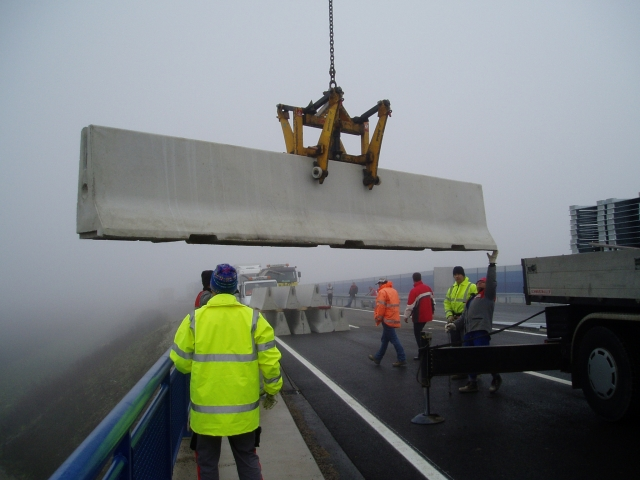
Montage im Betonfertigteilbau

Der Betonfertigteilbauer stellt Betonfertigteile aus Stahlbeton oder Spannbeton her und führt deren Montage aus.  Der Ausbildungsberuf des Betonfertigteilbauers ist nach dem Berufsbildungsgesetz staatlich anerkannt.

## Geschichte
Bereits seit dem frühen 20. Jahrhundert werden Betonfertigteile in der Bauindustrie verwendet. Nach dem Zweiten Weltkrieg stieg der Bedarf an Betonfertigteilen durch viele zerstörte Wohnungen und Brücken besonders stark an. Zunächst war die Herstellung ohne Maschineneinsatz üblich, erst mit der Entwicklung von Industrierobotern stellten viele Betriebe ihre Herstellung auf diese Technologie um. Aus dieser Entwicklung heraus wuchs auch der Bedarf für Arbeitskräfte mit Fachwissen über Betonfertigteile. Der Beruf des Betonfertigteilbauers zählt heute zu den anerkannten Ausbildungsberufen.

## Aufgaben
Der Betonfertigteilbauer fertigt die Schalung nach Bauzeichnung, bewehrt darauf folgend nach Statik und betoniert das Betonfertigteil in geforderter Qualität. Nach dem Aushärten des Betons entfernt er die Schalung und säubert das Bauteil. Anschließend kann er das Bauteil auf dem Werksgelände einlagern oder für den Transport verladen. Auf der Baustelle montiert der Betonfertigteilbauer die Bauteile fachgerecht, d. h. in korrekter Lage und mit ordnungsgemäß hergestellten Bauteilverbindungen. Er hat auch auf die richtige Lagerung von Bauteilen auf der Baustelle zu achten, da Spannbetonbauteile anders gelagert werden als Bauteile mit schlaffer Bewehrung. Ist die Montage ohne besonderes Fachwissen möglich (also zum Beispiel bei der Montage von Filigrandecken eines Einfamilienhauses) kann diese Aufgabe auch von anderen Facharbeitern übernommen werden. Die Betonfertigteilbauerausbildungsverordnung nennt folgende berufsprofilgebenden Fertigkeiten, Kenntnisse und Fähigkeiten (§ 4 Abs. 2):
1. Anfertigen und Anwenden technischer Unterlagen,
2. Herstellen und Einsetzen von Schalungen und Formen,
3. Herstellen und Einbauen von Bewehrungen und Verstärkungen,
4. Herstellen und Prüfen von Betonen, Vorsatzbetonen und Mörtel,
5. Herstellen von Betonfertigteilen und Betonwaren,
6. Entschalen, Behandeln, Transportieren und Lagern von Betonfertigteilen und Betonwaren,
7. Ausbessern von Betonfertigteilen und Betonwaren,
8. Gestalten und Behandeln von Oberflächen,
9. Einbauen von Betonfertigteilen und Betonwaren sowie
10. Herstellen von Spannbetonfertigteilen.

## Berufsvoraussetzungen
Neben Kraft und körperlicher Ausdauer sind auch technisches Verständnis gefragt (Lagerung der Betonfertigteile, Nachbehandlung des Betons, Roboterbedienung bei der Herstellung). Zumeist wird in Arbeitsgruppen gearbeitet, so dass Teamfähigkeit wichtig ist. Da hohe Anforderungen an die Betonfertigteile hinsichtlich der Maßgenauigkeit und der Oberflächenbeschaffenheit (Sichtbetonqualität) gestellt werden, sind sowohl sauberes als auch exaktes Arbeiten gefordert.

## Arbeitsplatz

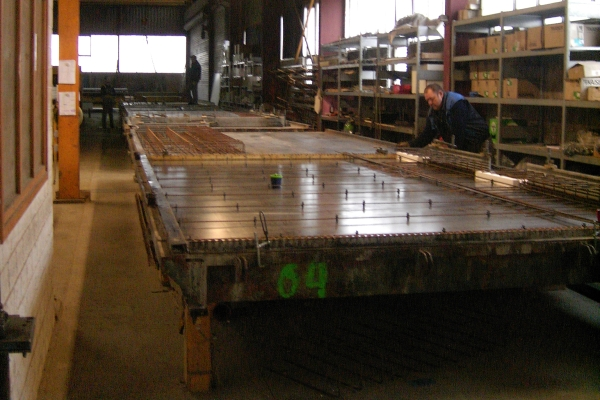
Bewehren des Betonfertigteils im Werk

Beschäftigt werden Betonfertigteilbauer bei Baufirmen, betonverarbeitenden Betrieben sowie Betonfertigteilwerken aller Art. Dort arbeiten sie in großen Hallen oder auf der Lagerfläche, die sich meistens auf dem Freigelände befindet. Die Montage der Betonfertigteile findet auf der Baustelle statt. Seltener sind Transporte auf der Schiene oder auf dem Wasser.
Tätigkeiten, die im Bereich des Handwerks ausgeübt werden, übernehmen Werksteinhersteller.

## Werkzeuge
Neben den gängigen Werkzeugen für Bauberufe benötigt der Betonfertigteilbauer für die Verdichtung des Betons entsprechende Geräte. Für den Transport auf dem Werksgelände verwendet er Radlader oder Stapler, bei unhandlicheren Teilen den Portalkran. Für den Transport auf die Baustelle haben sich LKWs durchgesetzt. Auf der Baustelle selbst werden die Betonfertigteile meistens mit dem Kran an den richtigen Ort gebracht.

## Gesundheit
Außer den allgemeinen Folgen einer körperlich anstrengenden Tätigkeit und den daraus resultierenden Krankheitsbildern (Rücken- und Kniebeschwerden) ist der Betonfertigteilbauer keiner erhöhten Gesundheitsgefährdung ausgesetzt. Zum Schutz der Gesundheit bestehen Unfallverhütungsvorschriften und wird eine  persönliche Schutzausrüstung (PSA) gestellt.

## Ausblick
Die Bedeutung von Betonfertigteilen wird auch in Zukunft bestehen, es ist sogar mit einer weiteren Zunahme des Bedarfs zu rechnen. Diese Entwicklung ist durch den hohen Kostendruck im Baugewerbe und die damit ständig fortschreitende Rationalisierung der Bauweisen u. a. mit dem Einsatz von Betonfertigteilen geprägt.